# شیلتیگهایم
شهر شیلتیگهایم (به آلمانی: Schiltigheim) در شهرستان برن در ناحیه آلزاس با جمعیت ۳۱٬۲۳۹ نفر در کشور فرانسه واقع شده‌است.